# Forces armées surinamiennes
 (juillet 2018).
Si vous disposez d'ouvrages ou d'articles de référence ou si vous connaissez des sites web de qualité traitant du thème abordé ici, merci de compléter l'article en donnant les références utiles à sa vérifiabilité et en les liant à la section « Notes et références ».
L' armée du Suriname est créée par le gouvernement le 25 novembre 1975 pour assurer la défense du Suriname après son indépendance en 1975, lorsque les Forces Armées néerlandaises se retirent. 
À la suite du coup d'État militaire de 1980, elle gouverna le pays jusqu'en 1991. Onze années durant lesquelles elle se rendit coupable de nombreux crimes dont le plus célèbre reste le massacre de Moïwana commis à l'automne 1986.  
Depuis 1991 et le retour à la démocratie, les Pays-Bas aident militairement le Suriname. Le Brésil et la France fournissent également une aide logistique à cette armée.

## Organisation
L'armée est composée d'environ 2 500 personnes, employées principalement dans les forces terrestres :
- un bataillon d'infanterie (33ste Bataljon der Infanterie),formé en 1987
- une unité des forces spéciales
- une unité de police militaire
- une unité de soutien logistique :(Staf verzorgings Bataljon)

Le Suriname possède également une petite force aérienne appelée « Surinaamse Luchtmacht ». Le corps d'armée dispose, en 2016, de trois hélicoptères indiens HAL Chetak.
L'armée de mer du Suriname est composée de la marine et des gardes côtes nationaux. En 1977, le Suriname reçoit trois bateaux d'occasion néerlandais. Le corps des garde-côtes dépend du ministère des affaires étrangères du Suriname. Le corps des garde-côtes dispose d'accords avec les gouvernements guyaniens et français.